# Sloga Petrovac na Mlavi
Sloga Petrovac na Mlavi, serb: Слога Петровац на Млави – serbski klub piłkarski z miasta Petrovac na Mlavi, utworzony w 1933 roku. Obecnie występuje w Srpska Liga (III).